# General Pico Airport
General Pico Airport är en flygplats i Argentina. Den ligger i den centrala delen av landet, 500 km väster om huvudstaden Buenos Aires. General Pico Airport ligger 139 meter över havet.
Terrängen runt General Pico Airport är mycket platt. Närmaste större samhälle är General Pico, 4,4 km norr om General Pico Airport.
Trakten runt General Pico Airport består till största delen av jordbruksmark. Runt General Pico Airport är det ganska glesbefolkat, med 24 invånare per kvadratkilometer.